# 1008
1008 (MVIII) je bilo prestopno leto, ki se je po julijanskem koledarju začelo na četrtek.

## Dogodki
- Nastal Leningrajski kodeks.
- Mohamed II. Kordobski nasledi Hišama II. kot kalif Kordobe, a je že naslednje leto premagan in oblast je vrnjena Hišamu.
- Gruzija je združena pod kraljem Bagratom III.
- Egiptovski fatimidski kalif Al-Hakim bi-Amr Alah pošlje odposlanstvo h kitajskemu cesarju Zhenzongu iz dinastije Song.
- Turški muslimanski Gaznavidi pod vodstvom Mahmuda Ghaznija premagajo združene hindujske sile.

## Rojstva
- 4. maj - Henrik I., francoski kralj († 1060)
- 12. oktober - cesar Go-Ičijo, 68. japonski cesar († 1036)

Neznan datum
- Anund Jakob, švedski kralj († 1050)
- Al-Muizz ibn Badis, ziridski vladar, alkimist († 1062)
- Mahmud al-Kašgari, turški učenjak in lingvist († 1105)
- Sugawara no Takasue no Musume, japonska dvorna dama in pisateljica († po 1059)
- Wulfstan, anglosaksonski škof Worcesterja († 1095)

## Smrti
- 8. februar - cesar Kazan, 65. japonski cesar (* 967)

Neznan datum
- Gunnlaugur Ormstunga, islandski pesnik (* 983)
- Satjasraja, indijski kralj Zahodne Čalukje